# Miles Joseph
Miles Joseph (2 de maio de 1974) é um ex-futebolista profissional estadunidense que atuava como defensor.

## Carreira
Miles Joseph representou a Seleção Estadunidense de Futebol nas Olimpíadas de 1996, quando atuou em casa.